# 凯芬海姆
凯芬海姆是德国莱茵兰-普法尔茨州的一个市镇。总面积6.17平方公里，总人口817人，其中男性398人，女性419人（2011年12月31日），人口密度132人/平方公里。